# Bouillé-Saint-Paul
Bouillé-Saint-Paul is een plaats en voormalige gemeente in het Franse departement Deux-Sèvres in de regio Nouvelle-Aquitaine. De plaats maakt deel uit van het arrondissement Bressuire. Bouillé-Saint-Paul fuseerde op 1 januari 2017 met de buurgemeenten Cersay en Massais tot de commune nouvelle Val en Vignes.

## Geografie
De oppervlakte van Bouillé-Saint-Paul bedraagt 19,9 km², de bevolkingsdichtheid is 20,9 inwoners per km².
De onderstaande kaart toont de ligging van Bouillé-Saint-Paul met de belangrijkste infrastructuur en aangrenzende gemeenten.

## Demografie
Onderstaande figuur toont het verloop van het inwonertal.
Bouillé-Saint-Paul · Cersay · Massais · Saint-Pierre-à-Champ